# Фрёлинг, Фрэнк
Фрэнк Фрёлинг (англ. Frank Froehling), полное имя Фрэнк Артур Фрёлинг 3-й (англ. Frank Arthur Froehling III; 19 мая 1942, Сан-Диего, Калифорния, США — 23 января 2020) — американский теннисист, финалист чемпионата США по теннису в одиночном (1963), парном (1965) и смешанном парном (1962 и 1965) разрядах, полуфиналист открытого чемпионата Франции по теннису (1971), четвертьфиналист Уимблдонского турнира (1963), победитель Кубка Дэвиса 1971 года в составе сборной США.

## Биография
Фрэнк Фрёлинг родился 19 мая 1942 года в Сан-Диего (Калифорния, США). В 1960—1964 годах учился в Университете Тринити в Сан-Антонио (Техас), где получил степень бакалавра по математике. Там же он играл в теннис за университетскую команду «Trinity Tigers», выиграв 9 турниров в одиночном разряде (соотношение побед и поражений — 46-5, что было вторым результатом в команде, вслед за Чаком Маккинли, чемпионом Уимблдонского турнира 1963 года).
На чемпионате США по теннису 1963 года Фрэнк Фрёлинг дошёл до финала, на пути к которому он в 4-м раунде победил австралийца Роя Эмерсона (6-4, 4-6, 9-7, 6-2), в четвертьфинале — британца Бобби Уилсона (6-8, 4-6, 6-3, 6-3, 9-7), а в полуфинале — бразильца Роберта Барнса (6-3, 6-1, 6-4). В финале Фрёлинг уступил мексиканцу Рафаэлю Осуне со счётом 5-7, 4-6, 2-6. На Уимблдонском турнире 1963 года Фрёлинг вышел в четвертьфинал, в котором проиграл австралийцу Фреду Столлу со счётом 7-9, 5-7, 4-6. По оценке британского спортивного журналиста и автора книг по истории тенниса Ланса Тингея, в 1963 году Фрёлинг занимал 6-ю позицию среди сильнейших теннисистов планеты.
Наиболее успешным выступлением Фрёлинга на открытом чемпионате Франции по теннису был выход в полуфинал на турнире 1971 года. В четвертьфинале он победил своего соотечественника Артура Эша с счётом 6-4, 4-6, 6-3, 3-6, 8-6, а в полуфинале уступил румынскому теннисисту Илие Настасе — 0-6, 6-2, 4-6, 3-6.
В 1963, 1965 и 1971 годах Фрэнк Фрёлинг выступал за сборную команду США в Кубке Дэвиса, сыграв 6 одиночных матчей (3 победы — 3 поражения). В полуфинале Кубка Дэвиса 1963 года, в котором команда США играла со сборной Великобритании, Фрёлинг в одиночных встречах победил британцев Билли Найта 4-6, 8-6, 6-4, 6-4 и Майка Сангстера 6-1, 4-6, 6-0, 6-4 (общий результат — победа сборной США со счётом 5-0). В полуфинале Кубка Дэвиса 1965 года, в котором команда США играла со сборной Испании, Фрёлинг в одиночных встречах уступил испанцам Мануэлю Сантане 1-6, 4-6, 4-6 и Хуану Хисберту 3-6, 6-3, 4-6, 6-2, 3-6 (общий результат — победа сборной Испании со счётом 4-1).
Одного из самых важных успехов в своей карьере Фрэнк Фрёлинг добился в финале Кубка Дэвиса 1971 года, в котором сборная США играла со сборной Румынии (встреча проходила 8—11 октября 1971 года в Шарлотте, штат Северная Каролина). После того как лидер команды США Стэн Смит победил румына Илие Настасе, во втором матче Фрёлинг встречался с Ионом Цириаком. В долгой и упорной борьбе, проиграв первые два сета, Фрёлинг сумел отыграться и одержать победу с счётом 3-6, 1-6,  
6-1, 6-3, 8-6 (из-за наступления темноты матч был прерван, и его продолжение было перенесено на следующий день). После победы Фрёлинга команда США повела со счётом 2-0. Затем американцы проиграли парную встречу, но выигрыш Смита у Цириака в принёс им победу, так что последний матч между Фрёлингом и Настасе (в котором Фрёлинг проиграл 3-6, 1-6, 6-1, 4-6) уже ничего не решал — сборная США победила с общим счётом 3-2 и завоевала кубок Дэвиса.
После окончания игровой спортивной карьеры Фрэнк Фрёлинг работал во Флориде, был контрактором по строительству и замене покрытия теннисных кортов. За 40 с лишним лет он участвовал в постройке и реконструкции более пяти тысяч кортов. С 2000 года Фрёлинг боролся с лейкемией, от неё он и умер 23 января 2020 года в Дженсен-Бич (Флорида, США).

## Выступления на турнирах

### Финалы турниров Большого шлема

#### Одиночный разряд: 1 финал (1 поражение)
| Результат | №  | Год  | Турнир        | Соперник      | Счёт          |
| Поражение | 1. | 1963 | Чемпионат США | Рафаэль Осуна | 5-7, 4-6, 2-6 |

#### Парный разряд: 1 финал (1 поражение)
| Результат | №  | Год  | Турнир        | Партнёр        | Соперники              | Счёт                 |
| Поражение | 1. | 1965 | Чемпионат США | Чарли Пасарелл | Фред Столл Рой Эмерсон | 4-6, 12-10, 5-7, 3-6 |

#### Смешанный парный разряд: 2 финала (2 поражения)
| Результат | №  | Год  | Турнир        | Партнёрша    | Соперники                | Счёт     |
| Поражение | 1. | 1962 | Чемпионат США | Лесли Тёрнер | Маргарет Смит Фред Столл | 5-7, 2-6 |
| Поражение | 2. | 1965 | Чемпионат США | Джуди Тегарт | Маргарет Смит Фред Столл | 2-6, 2-6 |

### Финалы командных турниров: 1 финал (1 победа)
| №  | Год  | Турнир       | Команда                                       | Соперник в финале                | Счёт |
| 1. | 1971 | Кубок Дэвиса | США Стэн Смит, Фрэнк Фрёлинг, Эрик ван Диллен | Румыния Илие Настасе, Ион Цириак | 3-2  |